# Mercury-Atlas 6
Mercury-Atlas 6 je bil peti vesoljski polet s človeško posadko in tretji orbitalni polet v zgodovini vesoljskih poletov. Ameriška odprava v sklopu projekta Mercury je 20. februarja 1962 ponesla v vesolje astronavta Johna Glenna, ki je kot prvi Američan obkrožil Zemljo v vesolju.
Kapsulo Friendship 7 je v vesolje izstrelila nosilna raketa Atlas LV-3B z izstrelišča Cape Canaveral na Floridi. Po malo manj kot petih urah je kapsula ponovno vstopila v ozračje in varno pristala v Atlantskem oceanu, kjer jo je pobrala ladja USS Noa.